# Civière
 (décembre 2018).
Si vous disposez d'ouvrages ou d'articles de référence ou si vous connaissez des sites web de qualité traitant du thème abordé ici, merci de compléter l'article en donnant les références utiles à sa vérifiabilité et en les liant à la section « Notes et références ».

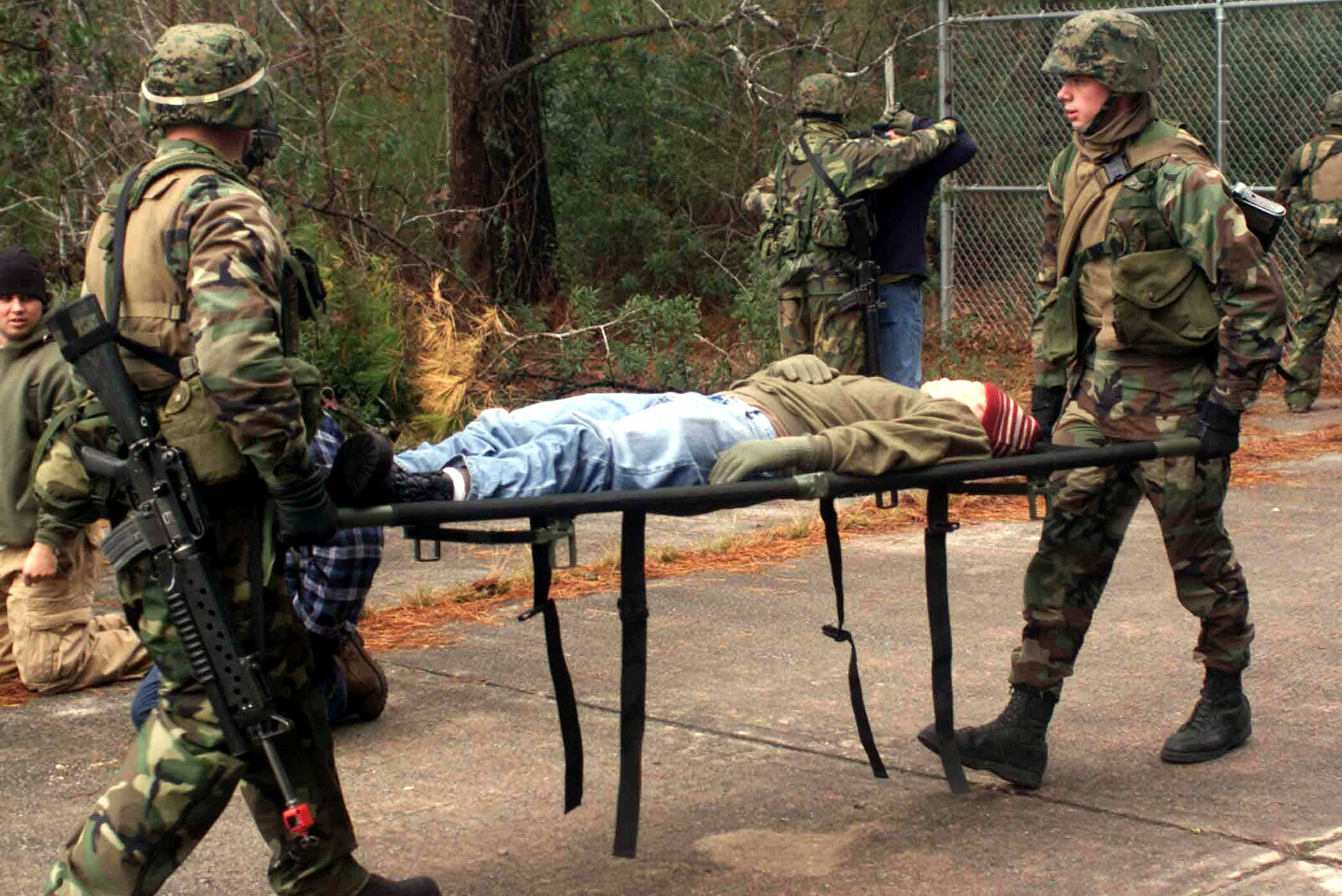
Militaires transportant un blessé sur une civière de type « brancard normalisé ».

Une civière, appelé aussi brancard par métonymie, est utilisée pour le transport de blessés et des malades, dans l'univers hospitalier ou sur les lieux des premiers secours.

## Histoire
La civière, mot attesté en ancien français au XIIIe siècle, est un appareil ou dispositif à brancards, servant au portage de charges par deux personnes. Le transport très souvent spécialisé de ce bard concerne alors le linge, une réserve d'eau, des vivres, du fumier ou de la terre, des pierres ou divers fardeaux, accessoirement un blessé ou une victime. Un rapprochement avec le latin populaire cibāria, « engin pour le transport des vivres ou des provisions de bouche des soldats » a été proposé. L'étymon est alors le terme latin cibus, nourriture. Mais l'hypothèse est révocable, selon le Trésor de la langue française, au point phonologique (l'évolution devrait donner le neutre pluriel cibāria) et sémantique (comment expliquer le transport très commun à l'aide de civière à l'époque médiévale de terre et de fumier ?). Une autre hypothèse opérant un rapprochement avec un barro/bardo gaulois ou une barria gallo-romaine peut être proposée. Il resterait à expliquer le préfixe résiduel « ci », peut-être par restriction due à l'évolution phonétique.
De manière générale, les brancards désignent communément à l'origine les bras (hampes) d'une civière, les bras d'une brouette ou d'une carriole à bras, les deux pièces de bois entre lesquelles on attelle un cheval qui sont les prolongements des deux montants longitudinaux, reposant sur les essieux, véritable gouvernail d’une voiture hippomobile ; « brancard » au singulier a fini par nommer la civière elle-même, par métonymie.

## Civières de secours médicales et art du brancardage
Il existe une large gamme de civières, du brancard simple civière, portée par deux sauveteurs improvisés sur un stade, au brancard roulant des ambulances en passant par le brancard à bretelles ou à élingues des sauveteurs en montagne ou dans les gouffres. Les civières les plus simples de premiers secours peuvent être facilement pliables. Elles peuvent être souples ou bien très rigides.
La dépose sur le brancard s'appelle le relevage lorsque l'on est hors de l'hôpital, et la translation lorsque la victime est sur un lit d'hôpital. Le transport sur un brancard s'appelle le brancardage. Dans le vocabulaire habituel des prompts secours ou de l'art du brancardage dénommé autrefois  « brancarderie », on utilise le terme « brancard » ou « civière » selon le type de matériel ; en général, le terme « brancard » est utilisé lorsqu'il y a des hampes[réf. nécessaire], mais ce n'est pas toujours vrai (par exemple le brancard Piguillem).
Le brancardage fait l'objet de procédures normalisées et nécessite une formation .

### Brancard normalisé

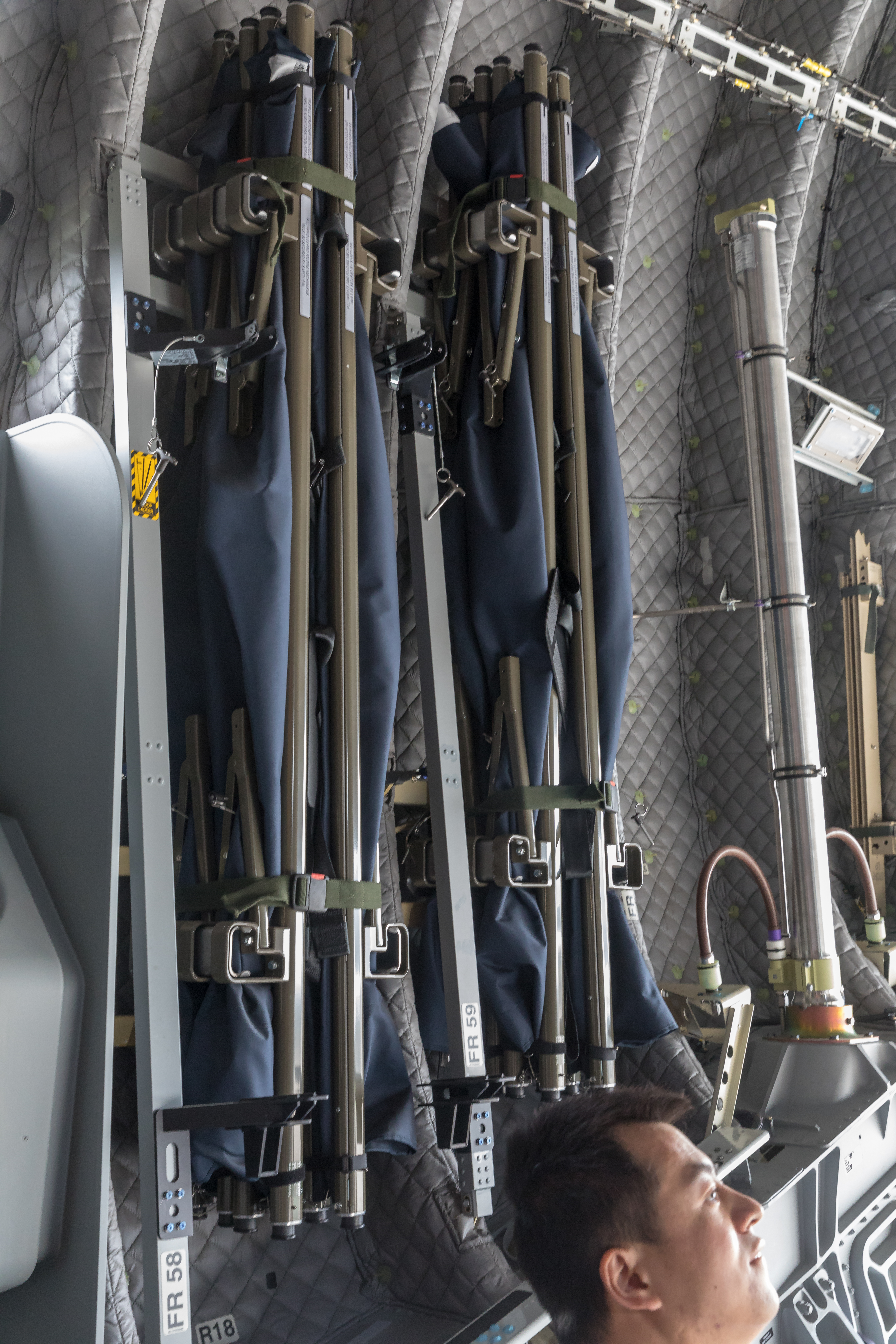
Brancards normalisés stockés repliés.

Le brancard normalisé se compose d'une structure rigide sur laquelle est tendue une toile. La structure comporte deux hampes, les brancards proprement dits, assemblés à deux compas qui permettent de replier le tout.
Il est de conception ancienne, mais robuste et facile à produire. Dans les pays développés, il est peu utilisé, remplacé par des brancards d'ambulance en milieu urbain, par des brancards « catastrophe » — non pliables donc plus légers, mais empilables pour le stockage et le transport — et divers brancards pour des terrains accidentés, là où les brancards d'ambulance ne peuvent pas rouler.

### Brancard d'ambulance

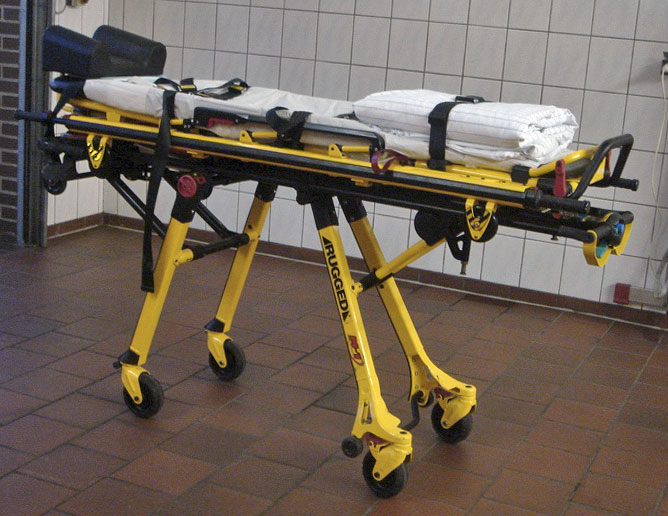
Brancard d'ambulance.

Le brancard d'ambulance peut se poser sur un chariot muni de roues qui facilitent le transport. Le chariot a une position basse, pour permettre le relevage d'une victime au sol, et une position haute, pour le brancardage et la mise dans l'ambulance. On peut enlever le brancard du chariot afin de procéder à un brancardage manuel ; le brancard lui-même est souvent muni de petites roues, ce qui facilite la poussée durant un pont simple ou amélioré.
En général, on peut relever le dossier ou les jambes du brancard, afin de respecter la position d'attente. Dans l'ambulance, le support peut également être incliné vers l'avant et l'arrière, afin de faciliter l'introduction du brancard, et d'adopter une position d'attente et de transport sans avoir à mobiliser la victime (décubitus déclive ou proclive).
Dans les nouvelles normes, la victime doit être sanglée au niveau des épaules (avec en général un dispositif de type ceinture de sécurité en croix sur la poitrine), et le brancard doit être arrimé à la tête et aux pieds dans l'ambulance, pour rester solidaire du support en cas d'accident de la circulation.

### Brancard Sicard et Mans
Le brancard Sicard et Mans est un portoir à lattes. Il est constitué de lattes minces munies d'un anneau de sangle à chaque extrémité, et de deux hampes qui coulissent dans les anneaux. Il était utilisé pour le relevage d'une victime dont on soupçonnait un traumatisme rachidien, mais il est tombé en désuétude avec l'invention de la civière à lame.
Pour relever une victime, on glisse les lattes sous son dos, à intervalles réguliers, puis on vient glisser les hampes dans les anneaux. On peut ainsi soulever la victime avec les hampes et glisser un brancard (en général muni d'un matelas immobilisateur à dépression) en dessous.
Les lattes étant minces, on peut les glisser sans mobiliser la victime, contrairement aux mains que l'on glisse sous les hanches et les épaules lors d'un relevage classique. Les hamps[Quoi ?] sont en général démontables en deux ou trois parties vissées, afin de faciliter le stockage. La mise en œuvre est relativement longue.

### Barquette

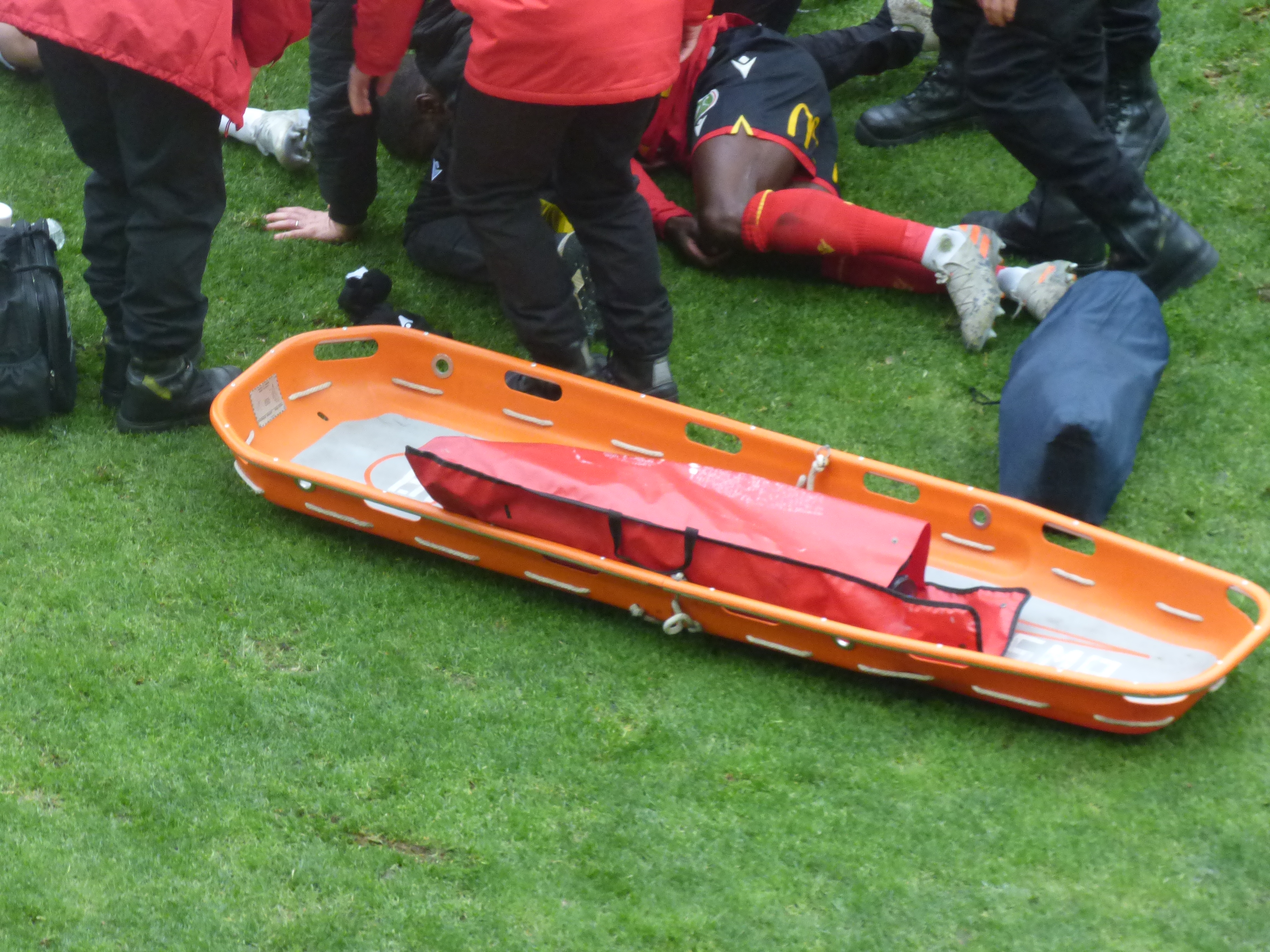
Barquette.

La barquette est une civière rigide aux bords relevés. Elle est en général utilisée sur les terrains accidentés, où elle protège la victime et le matériel (notamment le matelas immobilisateur à dépression). Elle peut être hélitreuillée, elle peut aussi être tractée dans un boyau (secours spéléologique).

### Brancard Piguillem
Le brancard Piguillem est un brancard pliant qui permet l’immobilisation d’un blessé sur les lieux mêmes d’un accident, et son évacuation dans les positions : horizontale et oblique. Ses dimensions sont :
- largeur côté tête : 57 cm ;
- largeur côté pieds : 38 cm ;
- longueur avec fourches : 292 cm ;
- longueur sans fourches : 182 cm ;
- longueur replié : 92 cm ;
- masse avec fourches : 18 kg ;
- masse sans fourches : 14 kg.

### Autres portoirs
- portoir souple, ou alèse-portoir : il s'agit d'une bâche lavable renforcée de sangles et munie de poignées ; elle peut se prépositionner sur un brancard afin de faciliter un transfert ultérieur, ou bien s'utiliser pour le relevage ;
- plan dur.
- civière de relevage à lames
- brancard Nimier uou Colt : brancard utilisé par l'armée française durant la première Guerre mondiale ; la victime était sur le dos, mais en « position assise », c'est-à-dire cuisses fléchies, le brancard était de ce fait moins long et pouvait tourner dans les tranchées (voir une illustration[4]).

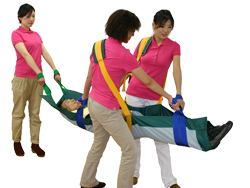
Portoir souple.
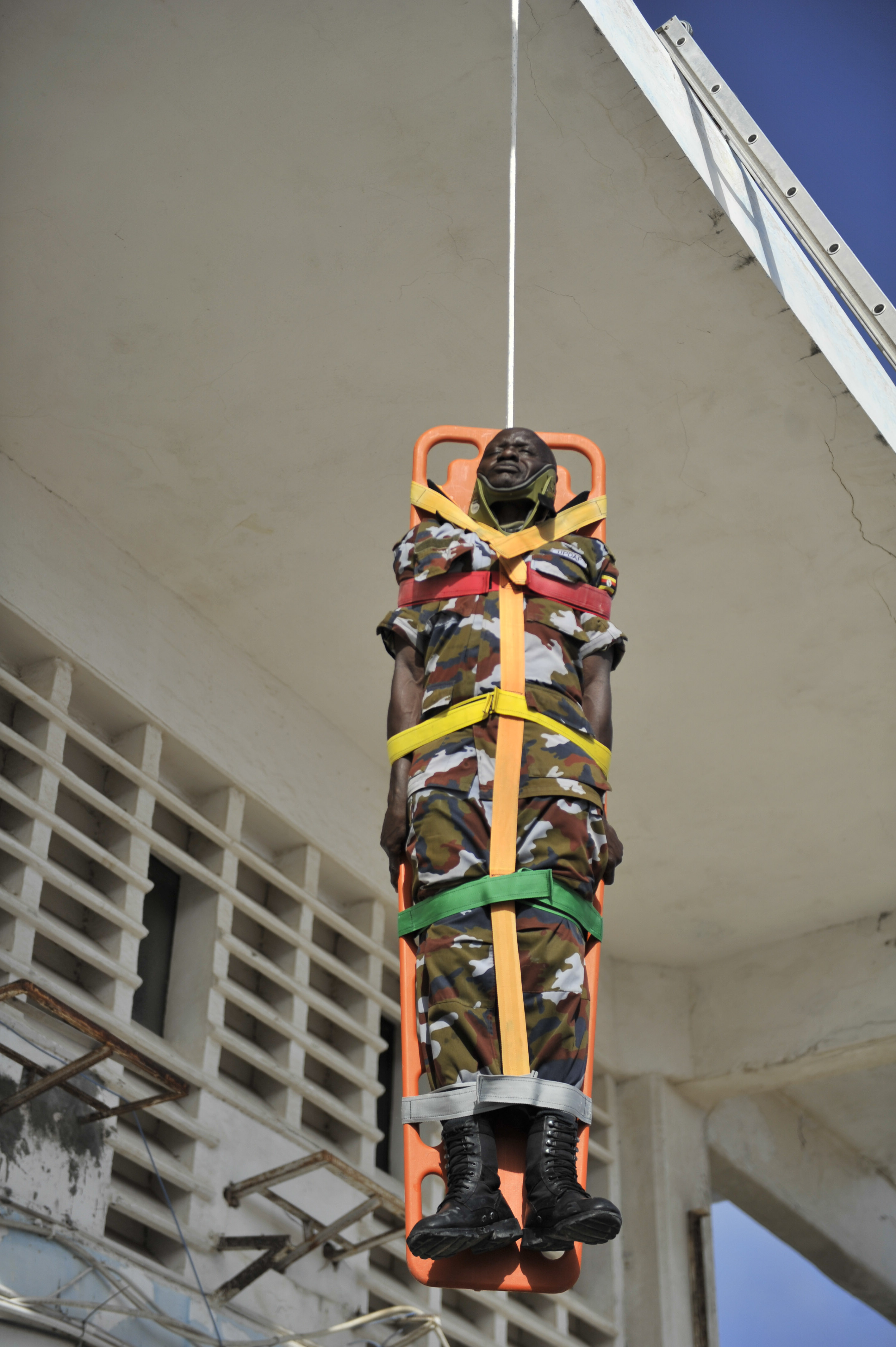
Plan dur utilisé pour évacuer une victime depuis une grande hauteur.
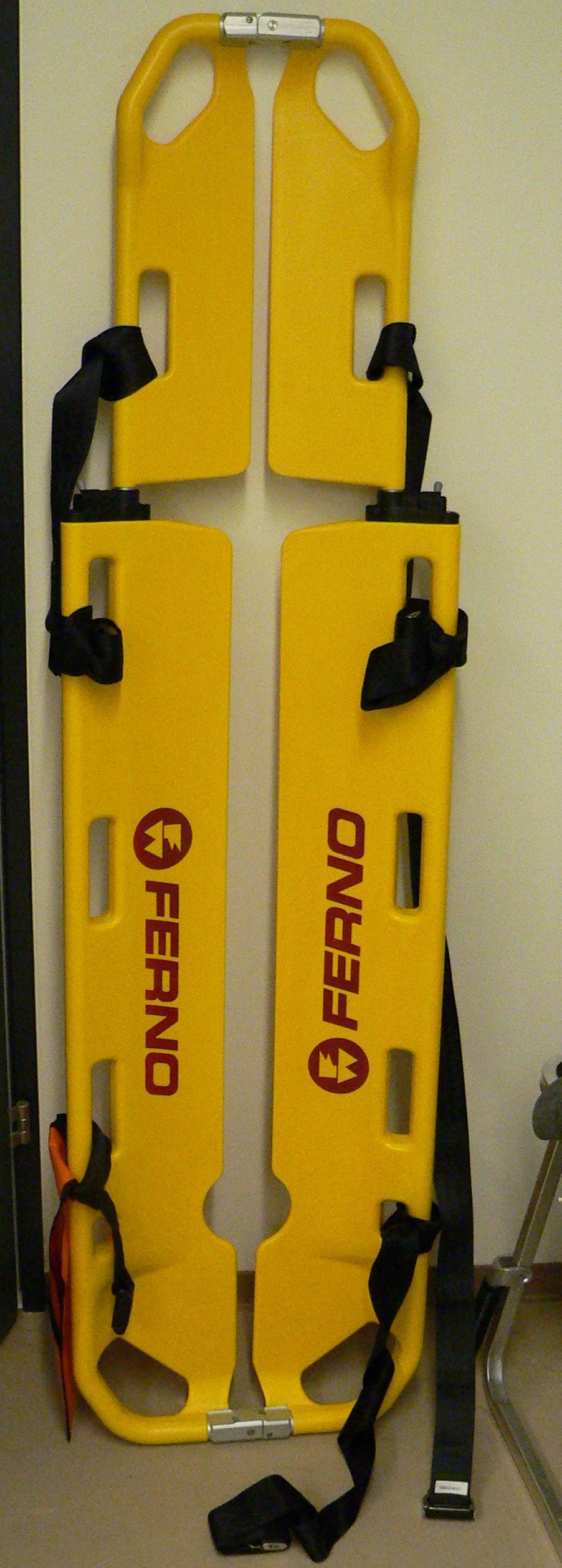
Civière à aubes (ou à lames).
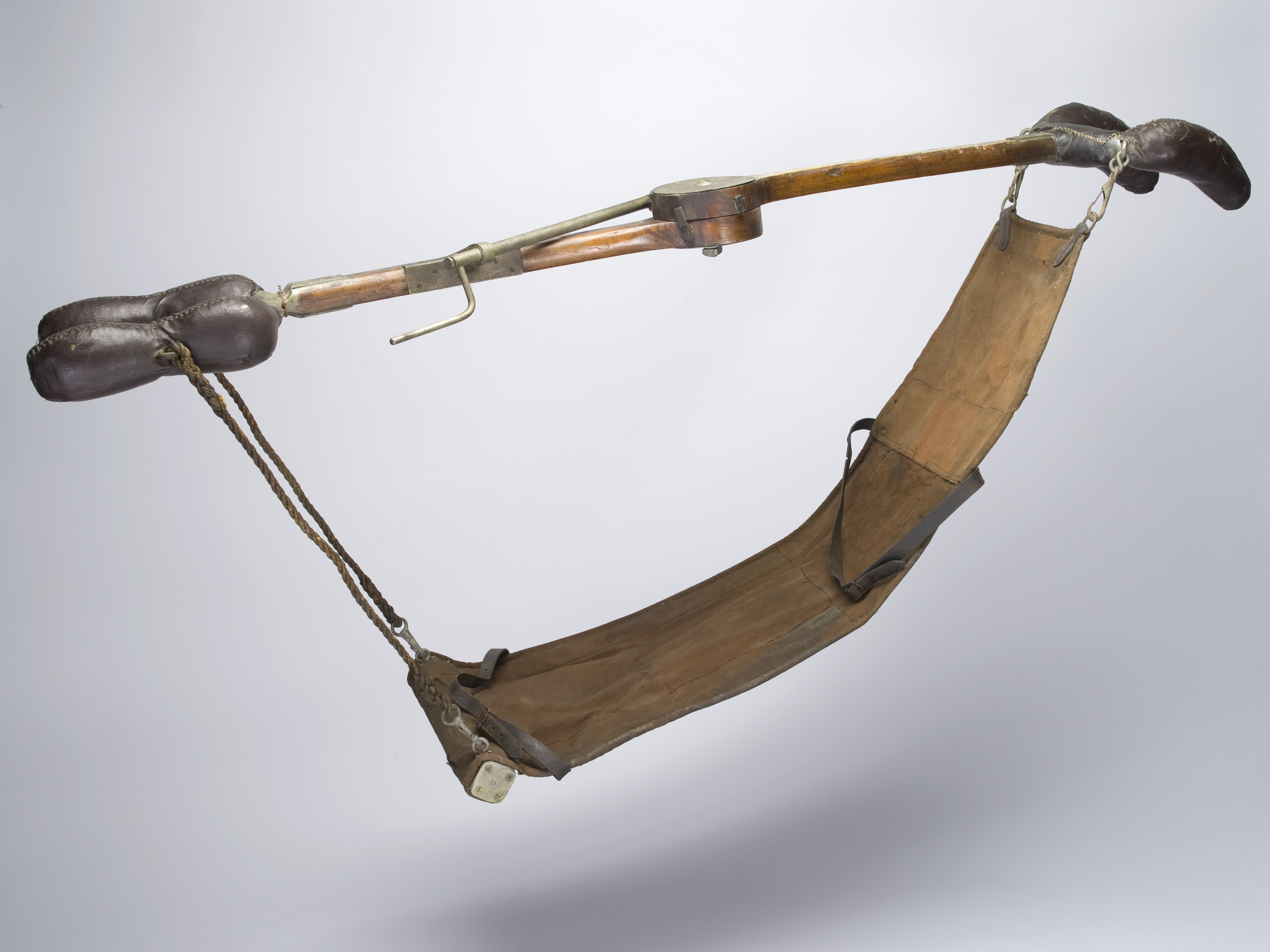
Civière Colt, utilisée dans les tranchées de la Première Guerre mondiale.

### Articles liés
- Brancard
- Brancardage
- Secourisme
- Médecine d'urgence
- Bénévolat